# Corrupção no Sudão do Sul
A corrupção no Sudão do Sul está entre as piores do mundo. As elites da nação desenvolveram um sistema cleptocrático que controla todas as partes da economia do Sudão do Sul. Esse sistema tomou forma rapidamente em um período relativamente curto, visto que o Sudão do Sul conquistou autonomia em 2005, enquanto ainda fazia parte do Sudão, e obteve soberania plena em 2011.
Segundo um membro do parlamento, a nação carece de qualquer tipo de regulamentação para "combater fraudes e irregularidades entre os altos funcionários do governo", especialmente entre os responsáveis por compras governamentais no Ministério das Finanças e Planejamento Econômico. Em um artigo de 2013, Nyol Gaar Nguen escreveu que "[l]adrões descarados e o saque de fundos públicos em plena luz do dia pelo executor ou homem encarregado sempre prevalecem" no Sudão do Sul. O grau de corrupção e má administração revelado no relatório do Auditor-Geral para os anos de 2005 e 2006 teria feito com que alguns parlamentares da Assembleia Legislativa Nacional do Sudão do Sul chegassem às lágrimas. Um relatório de 2012 afirmou que mais de US$ 4 bilhões em fundos do governo haviam sido desviados desde o início da autonomia em 2005.
O principal escândalo de corrupção desde o início da autonomia foi o chamado "Caso Dura", embora haja dezenas de outras ocorrências significativas de má conduta semelhante. Esses episódios frequentemente são envoltos em confusão e quase nunca resultam em processos judiciais ou punições. O Africa Review observou, em 2013, que apesar de o governo sul-sudanês ter ordenado várias investigações sobre escândalos, elas quase sempre são ignoradas ou intencionalmente sabotadas. O presidente Salva Kiir Mayardit declarou repetidamente que seu governo está combatendo ativamente a corrupção, mas em 12 de abril de 2013 ele demitiu Elias Wako Nyamellel, vice-ministro das Relações Exteriores e Cooperação Internacional, "por reconhecer que o Sudão do Sul é corrupto e 'podre até o núcleo'". O problema é agravado pela grave falta de transparência nos registros governamentais e nas informações empresariais do país. Solicitações por dados oficiais podem ser recusadas arbitrariamente, sem consequências.

## Início
Segundo um relatório de 2015 publicado por The Sentry, o Sudão do Sul foi fundado com esperança: seus cidadãos votaram maciçamente pela independência e a comunidade internacional forneceu assistência substancial. Dado o seu alto nível de receitas com petróleo, previa-se que o país atingiria rapidamente a autossuficiência após a transição. No entanto, ele "mergulhou em guerra civil, colapso econômico e crescente isolamento internacional", enquanto seus governantes assumiram o controle de praticamente todos os setores da economia, desperdiçando "uma oportunidade histórica de desenvolver um Estado funcional". A guerra civil em curso é amplamente resultado de conflitos entre as elites que desejam "renegociar" suas fatias no equilíbrio de poder político-econômico, incluindo os recursos naturais, por meio da guerra.

## O sistema de corrupção
Um relatório do U4 Anti-Corruption Resource Centre identifica os principais tipos de corrupção no Sudão do Sul como corrupção burocrática, clientelismo, corrupção política e desvio de verbas públicas, afirmando que essas formas de corrupção ocorrem principalmente nos seguintes setores: setor extrativo, gestão financeira pública e forças policiais e de segurança.
Um relatório do The Sentry classifica a corrupção no Sudão do Sul de forma um pouco diferente, identificando quatro principais métodos pelos quais a riqueza do país é desviada para os bolsos das elites:
1. O setor extrativo, principal fonte de receita do país, carece de qualquer transparência e é completamente mal gerido. O petróleo é a principal fonte de moeda forte do governo e serve como garantia para os empréstimos externos que mantêm a economia funcionando.
2. O Estado militar mantém o controle da economia nacional diretamente, por meio do orçamento público, e indiretamente, por meio de laços estreitos com empresas e contratos. Os gastos militares do Sudão do Sul são mais altos do que os de qualquer outro país da região. Praticamente nenhuma informação sobre as verbas militares é divulgada, o que em alguns casos constitui violação da lei. As forças armadas envolvem "um sistema de clientelismo amplo e complicado", e há pouca fiscalização sobre os gastos com pessoal. Os principais ministérios de segurança (Defesa, Interior e Inteligência) raramente informam seus gastos com folha de pagamento. Em muitos casos, comandantes militares se apropriaram dos salários dos soldados; também há dezenas de milhares de "soldados fantasmas", ou seja, soldados que só existem nos registros salariais, sendo esse um dos principais métodos de desvio de recursos para contas privadas. Generais militares detêm grande poder na alocação de fundos do governo e frequentemente redirecionam verbas não militares para fins militares. A aquisição de armas e suprimentos militares é feita de maneira improvisada, marcada por corrupção, superfaturamento e falta de documentação e transparência adequadas. O orçamento pessoal do presidente está "sujeito a pouquíssima fiscalização", com muitos itens inflacionados de forma escandalosa, aparentemente para encobrir gastos militares.
3. Os gastos estatais envolvem um sistema de compras públicas vulnerável à corrupção e ao desperdício, com contratos lucrativos regularmente concedidos a fornecedores ligados a autoridades do governo. Praticamente todas as instituições públicas são paralisadas por corrupção e má gestão. Contratos sem licitação, especialmente para construção de estradas e importação de veículos, são regularmente entregues a empresas pertencentes às elites no poder, com preços inflacionados e sem qualquer controle. Os gastos públicos no Sudão do Sul são marcados por um "desrespeito generalizado" à prestação de contas, regulamentação e documentação. A criação de empresas envolve lidar com uma burocracia complexa, que acredita-se ter permitido que funcionários lucrassem extensamente por meio de subornos e aquisição de participações não documentadas em empresas. As regras que exigem declarações financeiras anuais são sistematicamente ignoradas. Uma parte considerável dos fundos públicos também é desviada para empresas de fachada usadas para movimentar recursos do Estado em larga escala. Em vários casos, contratos foram concedidos a empresas sem qualquer experiência na atividade em questão e que provavelmente foram criadas apenas dias ou até horas antes da assinatura dos contratos.
4. Lavagem de dinheiro: as elites exploram o frágil setor financeiro do país para lavar dinheiro e gerar receita. As elites do Sudão do Sul estão fortemente envolvidas no setor financeiro, especialmente na especulação no mercado cambial paralelo, o que desvaloriza a moeda e causa inflação. O setor se expandiu consideravelmente desde a independência do país, facilitando transferências ilegais. "Mensageiros de dinheiro em espécie" permitem transferências rápidas e discretas de fundos para fora do país, com pouca exigência de divulgação e menor rastreabilidade. Além disso, os conselhos de administração de vários bancos incluem os mesmos nomes de membros da elite do país, indicando que essas instituições atendem principalmente aos seus interesses. Também foram estabelecidos escritórios privados de Forex, que facilitam a lavagem de dinheiro e outras transações ilícitas. Alguns desses estabelecimentos seriam de propriedade de membros da elite, o que configura um grande conflito de interesses.

Outro fator importante é o tribalismo.

## Caso Dura
Em 2008, diante da expectativa de uma fome, o governo do Sudão do Sul pagou cerca de 1 milhão de dólares, segundo um relatório de 2013 da Voice of America, por cereais que nunca foram entregues. Este episódio ficou conhecido como "Caso Dura", em referência ao nome sul-sudanês do sorgo, dura. Auditores do Banco Mundial constataram, em fevereiro de 2013, que 290 empresas haviam recebido pagamentos sem nunca terem assinado um contrato, e outras 151 empresas foram significativamente superfaturadas. Uma investigação criminal foi iniciada após essa auditoria para apurar por que os contratantes foram pagos por mercadorias que nunca chegaram, por que os preços eram tão altos e se havia envolvimento de funcionários do governo no escândalo. A investigação seria liderada pelo procurador-geral Filberto Mayout Mareng.
Um relatório de fevereiro de 2012 do Sudan Tribune descreveu o Caso Dura como o maior e mais custoso escândalo de corrupção no Sudão do Sul desde a fundação do país em 2005, sustentando que o caso envolveu o desaparecimento não apenas de um milhão, mas de vários bilhões de dólares que haviam sido destinados à construção e reforma de depósitos de grãos e à compra de cereais. Em um artigo de junho de 2012, o Dr. Jok Madut Jok, secretário executivo do Ministério Nacional da Cultura, estimou o valor desviado em 4 milhões de dólares e afirmou que os fundos estavam entre comerciantes que alegaram falsamente ter entregue os grãos, governadores que mentiram sobre as entregas ou foram negligentes, e ministros das finanças em Juba que aprovaram pagamentos superiores ao dobro do orçamento nacional.
Uma lista de 81 empresas falsas supostamente envolvidas no escândalo foi publicada online em janeiro de 2013, junto com os valores apropriados por cada firma, variando de SSP 400.000 a SSP 2.000.000 .[carece de fontes?] Entre os responsabilizados pelo escândalo estavam Michael Makuei Lueth, ministro dos Assuntos Parlamentares, cujo ministério na época havia registrado as empresas, e Benjamin Bol Mel, presidente da Câmara de Comércio e proprietário da empresa de construção ABMC, que escreveu ao presidente Kiir exigindo o pagamento dos contratos fraudulentos.

## Outros escândalos
Uma auditoria das contas do governo revelou que mais de US$ 1 bilhão havia desaparecido sem deixar rastros entre 2005 e 2006. O parlamento posteriormente convocou Arthur Akwen Chol, ex-Ministro das Finanças e Planejamento Econômico, e Elijah Malok Aleng, ex-governador do então chamado Banco Central do Sudão do Sul (CBoSS), acusando-os de facilitar a corrupção. Chol recusou-se a comparecer; Malok compareceu e negou culpa, afirmando que parte dos fundos desaparecidos havia sido desviada para contas pessoais de Akwen. Akwen também foi acusado de comprar veículos governamentais da empresa Cardinal por um preço superfaturado, mas ele alegou que fez a compra a pedido do vice-presidente Riek Machar. Machar, por sua vez, admitiu ter solicitado a compra, mas negou envolvimento nos detalhes da transação.
Entre 2006 e 2012, o país gastou US$ 1,7 bilhão em construção de estradas, mas apenas 75 quilômetros foram efetivamente construídos ou pavimentados. Em 2008, Stephen Madut Baak, assessor presidencial, foi detido no Aeroporto de Heathrow supostamente com US$ 3 milhões em espécie — informação posteriormente desmentida pelo governo do Sudão do Sul, que confirmou que Baak portava apenas US$ 137 mil para abrir o escritório de ligação do governo sul-sudanês em Londres. Por não ter declarado a quantia e devido às restrições do Reino Unido quanto à entrada de grandes somas em espécie de fora da União Europeia, o dinheiro foi apreendido, mas liberado em 24 horas após confirmação da legalidade da operação. Também em 2008, Arthur Akuien Chol, ex-ministro das Finanças, teria desviado cerca de US$ 600 milhões. Em 2009, um montante de US$ 323 mil destinado a estudantes da África Oriental foi depositado em uma conta bancária privada em Uganda.
Em 5 de setembro de 2011, o presidente Kiir exigiu que a empresa privada ABMC, pertencente a seu aliado próximo Benjamin Bol Mel, recebesse SSP 488 milhões (US$ 244 milhões) sem aprovação do Conselho de Ministros, supostamente para construção de estradas. Em 2013, segundo Nyol Gaar Nguen, havia poucas evidências de que a empresa tivesse realizado qualquer obra relacionada ao contrato. Em 2012, o presidente Kiir reportou o desaparecimento de US$ 4 bilhões. Em 2013, US$ 6 milhões teriam sido roubados do gabinete da presidência. Entre 2012 e 2013, o Ministério de Estradas e Pontes ultrapassou seu orçamento em 1513%. Em março de 2013, somas de US$ 14 mil e SSP 176 mil (cerca de US$ 55 mil) também teriam sido furtadas do gabinete presidencial.
Em abril de 2013, Kiir demitiu o vice-ministro das Relações Exteriores para Cooperação Internacional, Elias Wako Nyamellel, e suspendeu Yel Luol (diretor-executivo da presidência), Mayuen Wol (assistente pessoal do presidente) e Nhomout Agoth Cithiik (controlador de contas da presidência), devido ao desaparecimento dos valores em dinheiro do gabinete presidencial.
Em maio de 2013, Rex Abdalla Nicholas, diretor da empresa Payii Roads and Bridges, foi preso por desviar verbas destinadas à construção da estrada entre Juba e Kajokeji, após ignorar repetidamente intimações da Comissão Anticorrupção do Sudão do Sul (SSACC). Em 1.º de junho de 2013, uma notícia informou que o comitê de investigação do desaparecimento de dinheiro da presidência havia entregue suas conclusões ao presidente. Fontes alegaram que "muita interferência durante o processo investigativo" impediu a determinação do montante exato desaparecido.
Em 18 de junho de 2013, Kiir retirou a imunidade do ministro dos Assuntos do Gabinete, Deng Alor, e do ministro das Finanças, Kosti Manibe, exigindo que explicassem seu papel na transferência de quase US$ 8 milhões para um associado comercial. Logo após, ambos foram suspensos, acusados de transferir o valor da tesouraria nacional para uma conta privada. Em 7 de julho de 2013, Pagan Amum afirmou que a suspensão de Kuol e Manibe teve motivação política, acusando Kiir de proteger os verdadeiros culpados. Ambos estariam envolvidos na transferência de mais de US$ 7 milhões para a empresa Daffy Investment Ltd., sem conhecimento ou autorização do presidente, supostamente para a compra de cofres antifogo. O presidente ordenou que ambos fossem investigados e processados criminalmente, caso considerados culpados. Este episódio foi descrito como "o maior escândalo da era pós-independência do país", desde a carta de Kiir a 75 altos funcionários suspeitos de terem desviado US$ 4 bilhões ao longo de seis anos.
Em agosto de 2013, milhões de dólares haviam sido destinados à ampliação do Aeroporto de Juba, mas com poucos resultados visíveis. Em setembro de 2013, Kiir acusou as forças armadas de corrupção, afirmando que haviam desperdiçado fundos em "atividades duvidosas", com folhas de pagamento contendo nomes de "fantasmas" ou "cargos fantasmas". No primeiro trimestre de 2015, a SSACC recebeu apenas 64% de seu orçamento previsto, e a Câmara Nacional de Auditoria, conhecida por seus relatórios honestos, recebeu somente 17%.
Em maio de 2015, o Exército do Sudão do Sul admitiu que dois altos oficiais do Ministério da Defesa e dos Assuntos dos Veteranos — o major-general John Lat (diretor de compras) e o subsecretário Bior Ajang Duot — haviam sido suspensos por suspeitas de corrupção. O escritório de Duot havia requisitado £37 milhões em SSP para comprar materiais de escritório.
Também em maio de 2015, Clement Aturjong Kuot, vice-diretor do site oficial do governo sul-sudanês, renunciou acusando o ministro Michael Makuei Lueth de nepotismo. Kuot afirmou que o ministério havia se tornado uma "entidade familiar", promovendo parentes sem experiência na área de mídia. Ele declarou que suas habilidades estavam sendo desperdiçadas no Ministério da Informação e que buscaria um cargo em que pudesse realmente servir ao povo sul-sudanês.
Stephen Baak Wuol é acusado de ter desviado US$ 20 milhões em fundos públicos, e Salva Mathok Gengdit, vice-ministro do Interior, teria desviado US$ 293 milhões.

## Esforços internos contra a corrupção
Em 2009, o presidente Kiir prometeu conceder à Comissão Anticorrupção do Sudão do Sul (SSACC) poder para processar os funcionários investigados, mas dois anos e meio depois a SSACC ainda não tinha esse poder e não chegou a apresentar resultados.
Em setembro de 2011, a SSACC afirmou estar investigando cerca de 60 casos de corrupção e buscava recuperar mais de £120 milhões SSP (cerca de US$ 20 milhões). No mesmo mês, o governo sul-sudanês afirmou que se esforçaria para reformar seu sistema de arrecadação de impostos, após perder centenas de milhões de dólares devido a fraudes de supostos cobradores de tributos. Um comitê criado para investigar o problema concluiu que diversas taxas de importação não autorizadas sobre bens e serviços essenciais fizeram os preços subirem de forma astronômica. Supostamente, diversas agências e indivíduos não autorizados exigiam "impostos" de importadores de bens e depois embolsavam os pagamentos.
Em novembro de 2011, segundo um relatório, o presidente Kiir "demitiu a chefe da comissão anticorrupção, Pauline Riak, e a substituiu por um juiz da Suprema Corte, John Gatwech Lul, numa medida que pareceu ser uma tentativa de melhorar o fraco histórico do Sudão do Sul no combate à corrupção." Em fevereiro de 2012, Gatwech Lul pediu a James Hoth Mai, chefe do Estado-Maior Geral, e aos seus cinco adjuntos que garantissem a colaboração dos oficiais do exército nas ações anticorrupção, declarando seus rendimentos e bens. Mai afirmou que o exército cooperaria plenamente.
Em maio de 2012, a Comissão Anticorrupção anunciou que US$ 60 milhões em ativos roubados haviam sido devolvidos por funcionários do governo. Um relatório de 2 de junho de 2012 afirmou que o presidente Kiir havia solicitado a mais de 75 ex e atuais funcionários do governo que prestassem contas sobre fundos desaparecidos, como parte de um esforço para promover mais transparência. Na carta, ele escreveu: "Estou escrevendo para incentivá-lo a devolver esses fundos roubados (parcial ou integralmente)... Se os fundos forem devolvidos, o Governo da República do Sudão do Sul concederá anistia e manterá seu nome em sigilo. Somente eu e mais um funcionário teremos acesso a essa informação." Kiir afirmou que a carta fazia parte de um novo esforço para combater a corrupção e criar um governo mais transparente e responsável. Ele também escreveu a oito chefes de Estado pedindo ajuda para recuperar cerca de US$ 4 bilhões supostamente depositados em bancos estrangeiros.
Também em junho de 2012, Kiir afirmou ter tomado outras medidas para combater a corrupção. Por exemplo, ele havia emitido diversos decretos presidenciais sobre o tema, recebido cerca de 500 formulários de "Declaração de Bens" de ex e atuais funcionários e aberto uma conta bancária no Quênia para onde os fundos desviados poderiam ser devolvidos.
Um relatório de 2013 afirmou que, ao longo de cinco anos, a SSACC não havia ordenado uma única investigação de corrupção. Além disso, nenhum funcionário sul-sudanês havia sido processado por corrupção. O relatório destacou que centenas de casos relacionados à corrupção estavam há anos parados no Sudão do Sul, sem investigação. Outro relatório de 2013 disse que as autoridades sul-sudanesas estavam contando com o auxílio de especialistas em contabilidade forense da Europa e dos Estados Unidos para "ajudar a comissão a usar as mais recentes técnicas de rastreamento e detecção de dinheiro 'roubado' em contas bancárias ao redor do mundo."

## Críticas e ações estrangeiras
Segundo relatos, uma lista com 13 funcionários corruptos do Sudão do Sul, alguns dos quais possuíam contas suspeitosamente grandes em bancos estrangeiros, foi entregue às autoridades do Sudão do Sul pelos EUA em 2011. Em maio de 2012, os EUA afirmaram que, apesar das declarações públicas de combate à corrupção feitas por Kiir, funcionários sul-sudaneses continuavam a cometer atos de corrupção com impunidade. Em junho de 2012, Tim Fischer, enviado especial do primeiro-ministro australiano, pediu ao Sudão do Sul que aprovasse legislações para melhorar a transparência, a prestação de contas e a gestão adequada na indústria mineradora do país.
Em julho de 2013, o Fund for Peace, sediado em Washington, D.C., nomeou os países que considerava mais como estados falidos, classificando o Sudão do Sul na quarta posição.
Em um artigo apresentado na Universidade de Oxford em junho de 2012, Mairi John Blackings afirmou que o partido governante do Sudão do Sul falhou em fazer a transição de um movimento guerrilha para um governo propriamente dito. "A falha em separar o Estado do partido e a consequente falha em instituir freios e contrapesos dentro dos vários órgãos do Estado estão no centro do mal-estar geral que sufoca e tira a vida do nascente Estado-nação do Sudão do Sul, um ano depois", disse Blackings.
A partir de 21 de dezembro de 2017, o presidente dos EUA, Donald Trump, emitiu uma ordem executiva sob a Magnitsky Act que nomeou especificamente Benjamin Bol Mel entre as pessoas cujos bens baseados nos EUA devem ser bloqueados.
Em 2024, a Transparência Internacional avaliou o Sudão do Sul com nota 8 no Índice de Percepção de Corrupção, em uma escala de 0 ("altamente corrupto") a 100 ("muito limpo"). Na classificação por pontuação, o Sudão do Sul ficou em 180º lugar entre 180 países no índice, onde o país classificado em primeiro lugar é percebido como tendo o setor público mais honesto. Para comparação com as pontuações regionais, a média entre os países da África Subsaariana  foi 33. A melhor nota na África Subsaariana foi 72 e a pior foi a do Sudão do Sul, 8. Para comparação com as pontuações mundiais, a melhor nota foi 90 (classificada em 1º), a média foi 43, e a pior nota foi novamente a do Sudão do Sul, 8 (classificada em 180º).